# Medlov (okres Brno-venkov)
Medlov (německy Mödlau) je městys v okrese Brno-venkov v Jihomoravském kraji. Rozkládá se v Dyjsko-svrateckém úvalu na řece Jihlavě, na okraji přírodního parku Niva Jihlavy. Žije zde 898 obyvatel.
Jedná se o vinařskou obec ve Znojemské vinařské podoblasti (viniční trať U Fiantova sadu).
V městysi je zřízena základní a mateřská škola a také tu působí fotbalový klub SK Medlov.

## Název
Název městyse pravděpodobně pochází od starého medlý - "líný, pomalý". Název označoval vesnici ležící u pomalu plynoucího vodního toku. Méně pravděpodobné je, že základem bylo osobní jméno Medl (stejného významového základu) a jméno vsi pak znamenalo "Medlův majetek".

## Historie
První zmínky o Medlovu pochází z roku 1173.
Od 10. října 2006 byl obci vrácen status městyse.

## Obyvatelstvo
| Rok            | 1869 | 1880 | 1890 | 1900 | 1910 | 1921 | 1930 | 1950 | 1961 | 1970 | 1980 | 1991 | 2001 | 2011 | 2021 |
| -------------- | ---- | ---- | ---- | ---- | ---- | ---- | ---- | ---- | ---- | ---- | ---- | ---- | ---- | ---- | ---- |
| Počet obyvatel | 717  | 741  | 729  | 780  | 773  | 783  | 744  | 602  | 635  | 588  | 618  | 626  | 626  | 671  | 858  |
| Počet domů     | 133  | 134  | 142  | 151  | 160  | 161  | 168  | 146  | 140  | 141  | 151  | 175  | 185  | 207  | 271  |

Vývoj počtu obyvatel

## Pamětihodnosti
- Kostel svatého Bartoloměje
- Socha svatého Jana Nepomuckého na návsi
- Sloup se sousoším Nejsvětější Trojice na návsi

## Galerie

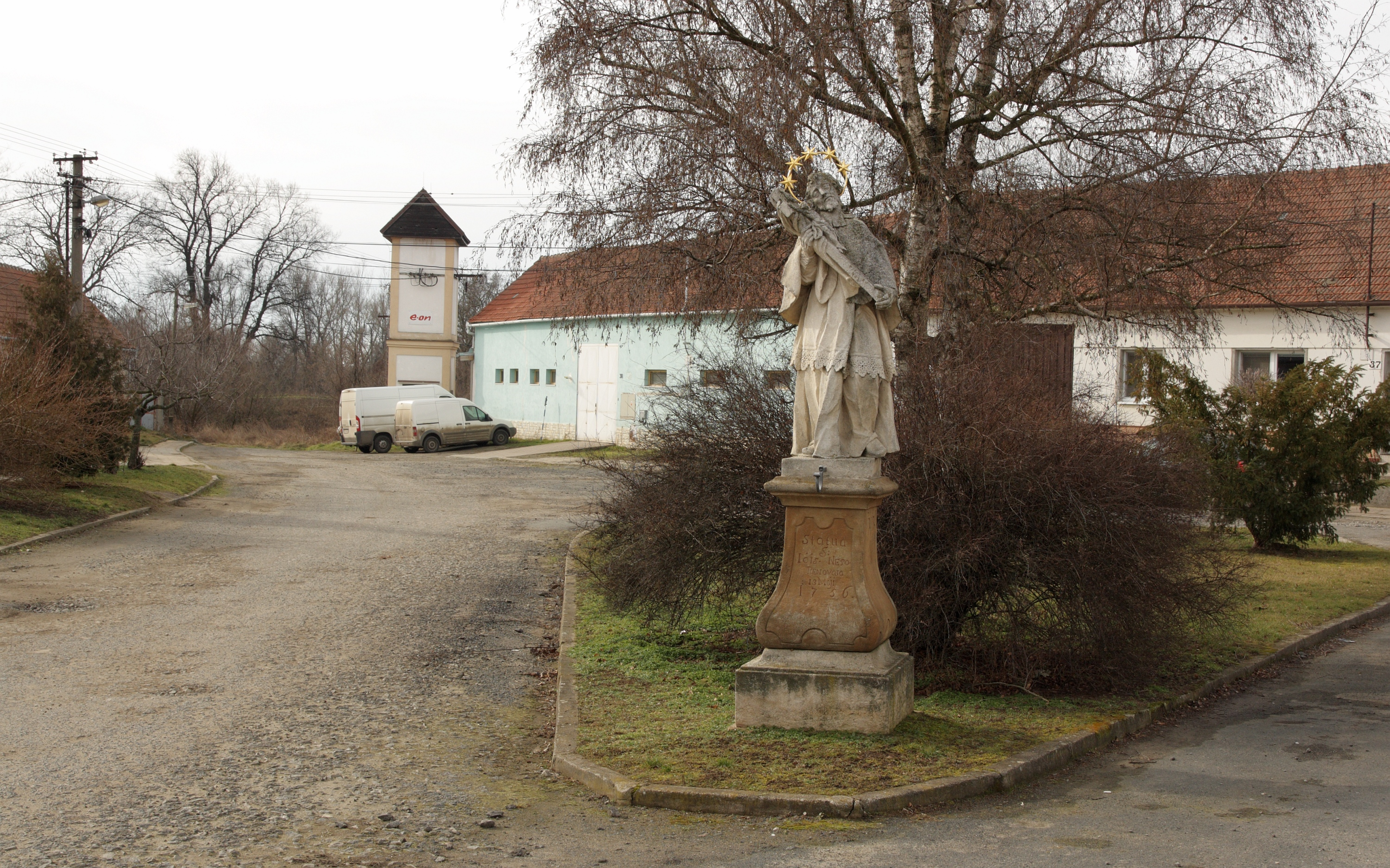
Socha sv. Jana Nepomuckého na náměstí
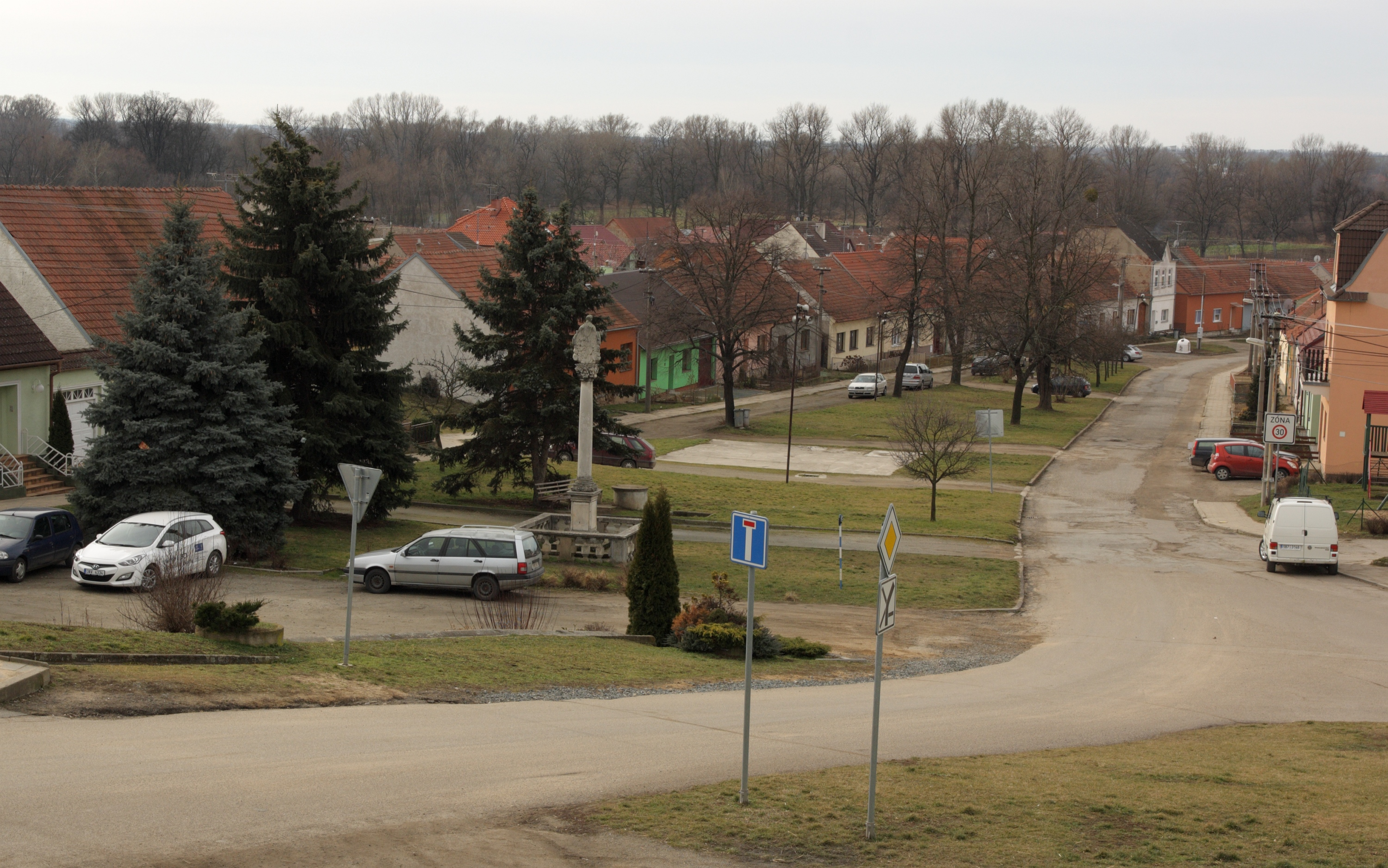
Náměstí, pohled k jihozápadu
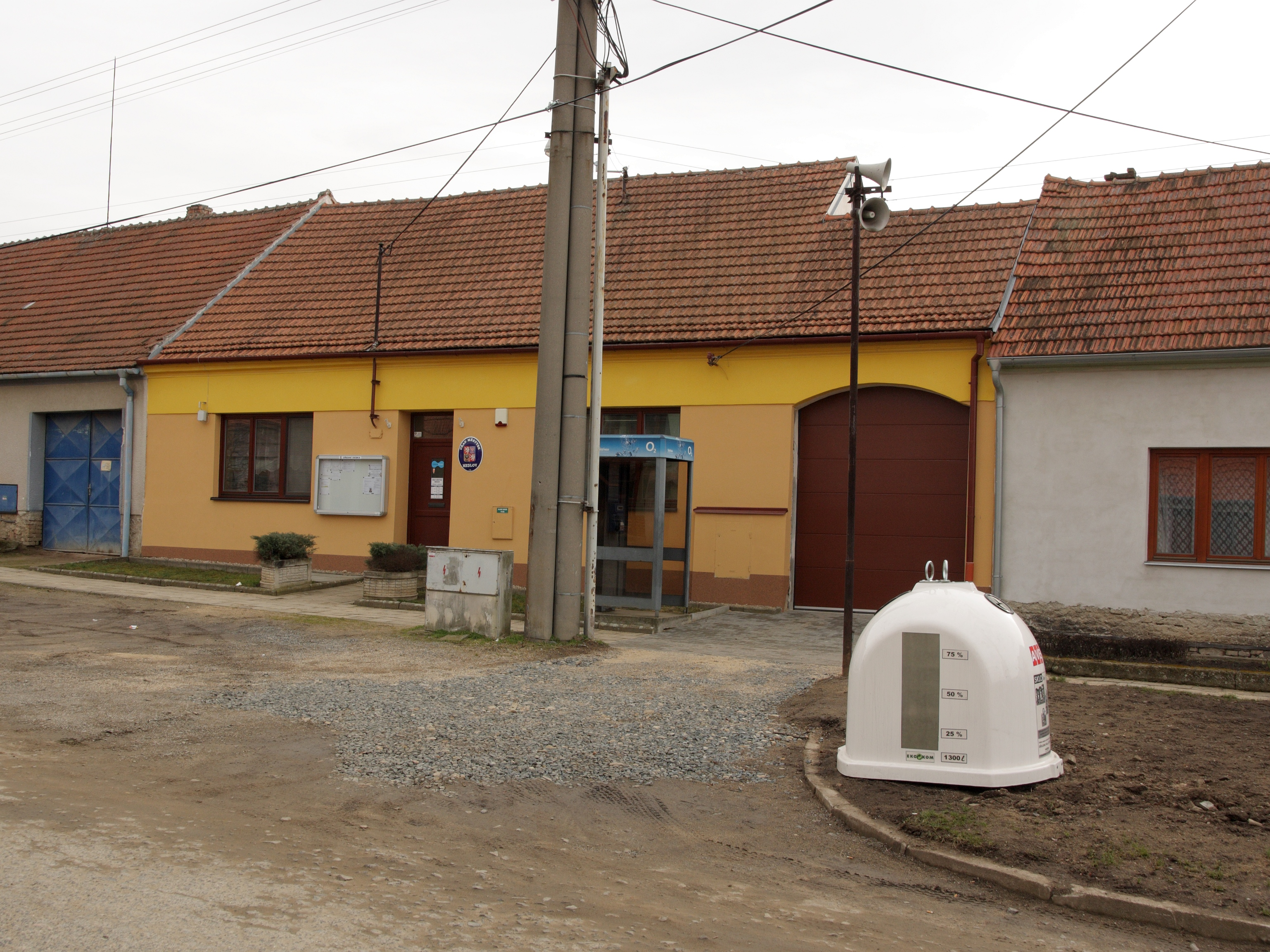
Úřad městyse